# Bioprotección
Bioprotección es el cuidado, el control y la custodia responsable de los materiales biológicos peligrosos dentro de los laboratorios, para evitar su acceso no autorizado, pérdida, robo, mal uso, desvío o liberación intencional.
La palabra bioprotección proviene de la traducción al español del término "biosecurity" que, aunque literalmete se traduce por "bioseguridad", se opta por diferenciarlo de "biosafety".  Así aparece en 2005 en la versión en español del Manual de bioseguridad en el laboratorio. 3a ed. de la OMS. Ante la complejidad de la definición del concepto de "biosecurity", España, de acuerdo con las Delegaciones de habla hispana en la CABT, propuso en agosto de 2008 (Biological Weapons Convention, 2008) el término Biocustodia como traducción de Biosecurity para designar el conjunto de medidas pertinentes en el seno de la CABT

## Definición
Según el Comité de Bioseguridad de la UAB el término bioprotección se define como el conjunto de medidas físicas y administrativas destinadas a proteger el material biológico y la información que, por una liberación mal intencionada, una pérdida voluntaria, un robo o una apropiación indebida, podrían causar daños a la salud (humana, animal o vegetal) o graves pérdidas económicas. La posibilidad de que se pueda hacer un uso malintencionado de los agentes biológicos con finalidades terroristas o criminales, promovido por motivaciones políticas o personales, hace necesario implementar medidas de vigilancia y control que permiten minimizar este riesgo.

## Medidas políticas y administrativas[5]
La «protección biológica» (o «bioprotección») se refiere a las medidas de protección de la institución y del personal destinadas a reducir el riesgo de pérdida, robo, uso incorrecto, desviaciones o liberación intencional de patógenos o toxinas.
Las medidas de bioprotección se toman a varios niveles:
- Nivel superior (macro): afecta a los gobiernos nacionales y autoridades locales que deben elaborar normas de obligado cumplimento que reconozcan y definan la responsabilidad que tienen los países y las instituciones de proteger las muestras, patógenos y toxinas para que no sean utilizados de forma incorrecta.
- Nivel medio (meso): representado por las instituciones o centros en los que se realizan las investigaciones o actividades que implican el uso del material o agentes biológicos. Deben elaborar un programa integral de bioprotección que debe apoyarse en un programa sólido de seguridad biológica.
- Nivel inferior (micro). Son las medidas individuales que afectan a los responsables de los proyectos de investigación, o actividades concretas con los agentes biológicos, y de los laboratorios.

### Programas de bioprotección
Los programas de bioprotección deben ser específicos para cada centro, teniendo en cuenta:
- Los requisitos del centro.
- El tipo de trabajo de laboratorio que se realiza.
- Las condiciones locales.

En consecuencia, las actividades de bioprotección en el laboratorio deben ser representativas de las diferentes necesidades de la institución y tener en cuenta la información proporcionada por los directores científicos, los investigadores principales, los funcionarios de bioseguridad, el personal científico del laboratorio, el personal de mantenimiento, los administradores, el personal de tecnología de la información y, cuando proceda, de los organismos responsables del cumplimiento de la ley y del personal de seguridad.
Un programa de bioprotección se elabora a partir de la información obtenida de las evaluaciones del riesgo realizadas como parte integral del programa de bioseguridad de la institución entre las que se incluye:
- El tipo de organismos utilizados.
- Su localización.
- El personal que necesita tener acceso a ellos.
- Las personas responsables de ellos.

#### Responsabilidades
La participación, los papeles y responsabilidades de las autoridades de salud pública y de seguridad, en caso de infracción de las normas de protección, deben estar claramente definidos. Es necesario instaurar un protocolo institucional de bioprotección en el laboratorio, destinado a identificar, notificar, investigar y corregir los incumplimientos de las normas de bioprotección del laboratorio, incluidas las discrepancias en los resultados de los inventarios.

#### No interferencia con el acceso legítimo
Las medidas de bioprotección no deben dificultar el intercambio eficiente de materiales de referencia, de muestras clínicas y epidemiológicas ni de la información conexa necesaria para las investigaciones clínicas o de salud pública. Una gestión competente de la protección no tiene por qué interferir indebidamente con las actividades cotidianas del personal científico ni ser un impedimento para la actividad investigadora. Se debe proteger el acceso legítimo a materiales clínicos y de investigación importantes.

#### Revisiones periódicas de los protocolos
Todas estas medidas deben ser establecidas y mantenidas mediante evaluaciones periódicas de los riesgos y las amenazas y mediante una revisión y actualización periódica de los procedimientos. Las comprobaciones del cumplimiento de estos procedimientos, con instrucciones claras sobre los papeles, las responsabilidades y las medidas correctoras, deben formar parte integral de los programas de bioprotección del laboratorio y de las normas nacionales sobre la bioprotección en el laboratorio.

#### Información básica del inventario de agentes biológicos
Es responsabilidad los investigadores o investigadoras principales proporcionar un inventario actualizado que incluya:
- Información sobre los patógenos y las toxinas utilizados (nombre científico del agente biológico o el origen de la línea celular, el nombre de la cepa o la línea celular, el grupo de riesgo, la concentración, etc.)
- Lugar de almacenamiento.
- Identificación del personal que dispone de acceso.
- Descripción del uso.
- Documentación de las transferencias internas o externas, dentro de un mismo centro y entre diferentes centros.
- Cualquier inactivación y/o eliminación de los materiales.

### Capacitación
La evaluación de la idoneidad del personal, la formación específica en temas de protección y el cumplimiento riguroso de los procedimientos de protección de los patógenos constituyen formas razonables de incrementar la bioprotección en el laboratorio.
Se proporcionará capacitación específica en materia de bioprotección, además de la relativa a la seguridad biológica, a todo el personal. Esa capacitación ayudará al personal a comprender la necesidad de proteger esos materiales y los fundamentos de las medidas concretas de bioprotección, y deberá incluir un examen de las normas nacionales y de los procedimientos específicos de la institución que sean pertinentes. Durante la capacitación también se deben presentar procedimientos que describan los papeles y las responsabilidades del personal en lo relativo a la protección, en caso de infracción de las normas.
La idoneidad profesional y ética para trabajar con patógenos peligrosos por parte de todo el personal que disponga de autorización de acceso regular a materiales sensibles es otro componente fundamental de las actividades eficaces de bioprotección en el laboratorio.
En resumen, las precauciones relacionadas con la protección deben formar parte de la rutina de trabajo en el laboratorio, exactamente igual que las técnicas asépticas y otras prácticas microbiológicas seguras.

## Medidas físicas, de vigilancia y control[4]
La premisa básica de la vigilancia es el control de acceso. Para prevenir el acceso a agentes biológicos peligrosos y que se pueda hacer un uso no deseado, es necesario implementar medidas de control integrales apropiadas. Estas medidas pueden incluir:
- Barreras físicas (control de acceso, diferenciación de zonas públicas y laboratorios, barrera perimetral, etc.).
- Medidas disuasorias (personal de vigilancia identificado, implementación de una cultura de seguridad a todos los niveles, cámaras, espejos, etc.).
- Actividades de control (patrullas de seguridad, implicación del personal interno en el control de flujo interno de personas, control de llaves de acceso, etc.).
- Acreditación personal que permita identificar y restringir el acceso al personal autorizado para cada área.

## Ocho pilares de la bioprotección
La Oficina de Bioprotección del Instituto Nacional de Salud Pública y Medio Ambiente de Holanda ha establecido los ocho pilares en los que deben fundamentarse las medidas de bioprotección. Estos son:
1. Concienciación.
2. Fiabilidad del personal.
3. Seguridad del transporte.
4. Seguridad de información.
5. Responsabilidad por los materiales.
6. Plan de emergencia.
7. Medidas organizativas.
8. Medidas físicas.

Además ha elaborado un conjunto de herramientas (Biosecurity Self-scan Toolkit), en forma de cuestionarios que cubren los ocho pilares de la bioprotección, diseñados para proporcionar una indicación del nivel actual de bioprotección en una organización.

## Normativa

### Europa
- DECISIÓN 2013/668/PESC DEL CONSEJO de 18 de noviembre de 2013 relativa al apoyo a las actividades de la Organización Mundial de la Salud en el ámbito de la bioseguridad y la bioprotección, en el marco de la Estrategia de la Unión Europea contra la proliferación de armas de destrucción masiva.

## Enlaces de interés
- Comité de Bioseguridad de la UAB
- World Health Organization. Biorisk management. Laboratory biosecurity guidance. Epidemic and Pandemic Alert and Response. (2006). WHO/CDS/EPR/2006.6. OCLC 316514132. Consultado el 2020-06-13.
- Manual de bioseguridad en el laboratorio. 3a ed. Organización Mundial de la Salud. Ginebra, 2005. ISBN 92 4 354650 3. Consultado 20/06/2020.